# Telescopio solare

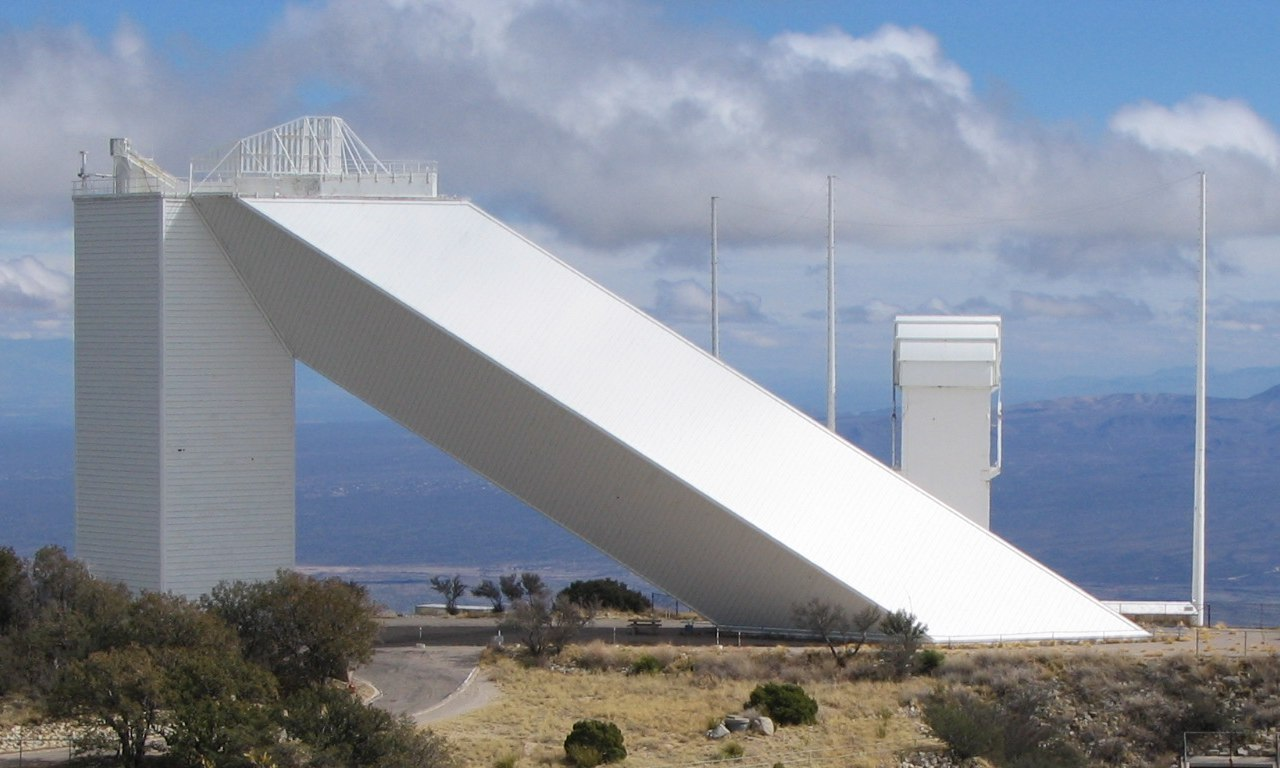
Telescopio McMath-Pierce

Un telescopio solare, in passato noto come eliografo, è uno speciale telescopio impiegato per lo studio del Sole, di solito a lunghezze d'onda intorno al visibile.

## Caratteristiche
I telescopi solari hanno bisogno di un'ottica abbastanza grande da ottenere il miglior limite di diffrazione possibile, ma minore nel potere di raccolta della luce di altri telescopi astronomici. Tuttavia, i filtri più recenti e più stretti e i frame rate più alti hanno anche spinto i telescopi solari verso operazioni a digiuno di fotoni. Sia l'European Solar Telescope (EST) che l'Advanced Technology Solar Telescope (ATST) hanno aperture più grandi non solo per aumentare la risoluzione, ma anche per aumentare la potenza di raccolta della luce.
Poiché i telescopi solari operano durante il giorno, la visibilità è generalmente minore rispetto ai telescopi notturni, dato che il terreno attorno al telescopio viene riscaldato, causando turbolenze e degradando la risoluzione. Per alleviare ciò, i telescopi solari sono generalmente costruiti su torri e le strutture sono dipinte di bianco (per non essere riscaldati dal Sole). Il Dutch Open Telescope è costruito su una struttura aperta per consentire al vento di passare attraverso la struttura completa e raffreddare attorno allo specchio principale del telescopio.
Un altro problema specifico del telescopio solare è il calore generato dalla luce solare strettamente focalizzata. Per questo motivo, un arresto di calore (heat stop) è parte integrante del progetto dei telescopi solari (per il prossimo ATST, il carico termico è di 2,5 MW/m², con potenze di picco di 11,4 kW). L'obiettivo di questo dispositivo non è solo sopportare questo carico di calore, ma anche di non indurre turbolenze aggiuntive all'interno della cupola.

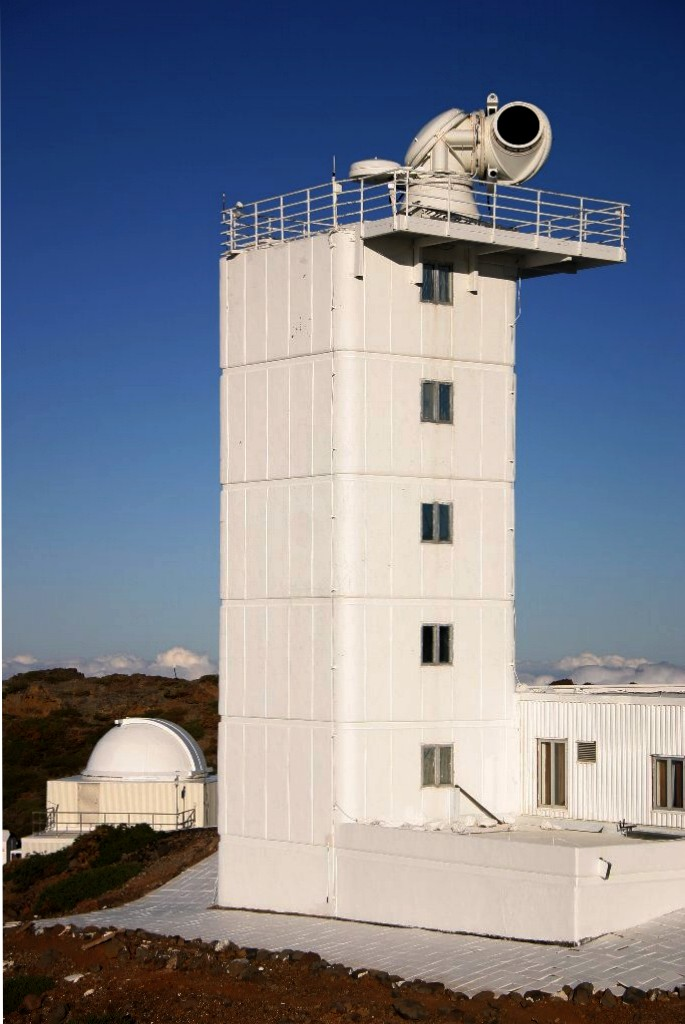
Swedish Solar Telescope

Gli osservatori solari professionali possono avere elementi ottici principali con lunghezze focali molto lunghe (sebbene non sempre) e percorsi di luce che operano in vuoto o in elio per eliminare il movimento dell'aria dovuto alla convezione all'interno del telescopio. Tuttavia, ciò non è possibile per aperture superiori a 1 metro, in cui la differenza di pressione nella finestra di ingresso della valvola a vuoto diventa troppo grande. Pertanto, EST e ATST hanno un raffreddamento attivo della cupola per ridurre al minimo la differenza di temperatura tra l'aria all'interno e all'esterno del telescopio.
Poiché il Sole si sposta su un percorso fisso attraverso il cielo, alcuni telescopi solari sono fissi (e talvolta sono sepolti sottoterra), con l'unica parte mobile che è un eliostato per tracciare il Sole.

### Esempi di telescopio solare
- Telescopio McMath-Pierce, in Arizona con uno specchio di 1,61 m e una distanza focale di 87 m.
- GREGOR, con uno specchio di 1,50 m e distanza focale di 55,6 m.
- Telescopio Swedish Solar, alle Canarie con uno specchio di 1 m e distanza focale di 20,3 m.
- THEMIS, con uno specchio di 90 cm.
- VTT, con uno specchio di 70 cm e distanza focale di 46 m.
- Telescopi solari all'Osservatorio di Monte Wilson